# Antoine Schyrgens
 (juin 2024).
La mise en forme du texte ne suit pas les recommandations de Wikipédia : il faut le « wikifier ».
Les points d'amélioration suivants sont les cas les plus fréquents. Le détail des points à revoir est peut-être précisé sur la page de discussion.
- Les titres sont pré-formatés par le logiciel. Ils ne sont ni en capitales, ni en gras.
- Le texte ne doit pas être écrit en capitales (les noms de famille non plus), ni en gras, ni en italique, ni en « petit »…
- Le gras n'est utilisé que pour surligner le titre de l'article dans l'introduction, une seule fois.
- L'italique est rarement utilisé : mots en langue étrangère, titres d'œuvres, noms de bateaux, etc.
- Les citations ne sont pas en italique mais en corps de texte normal. Elles sont entourées par des guillemets français : « et ».
- Les listes à puces sont à éviter, des paragraphes rédigés étant largement préférés. Les tableaux sont à réserver à la présentation de données structurées (résultats, etc.).
- Les appels de note de bas de page (petits chiffres en exposant, introduits par l'outil «  Source ») sont à placer entre la fin de phrase et le point final[comme ça].
- Les liens internes (vers d'autres articles de Wikipédia) sont à choisir avec parcimonie. Créez des liens vers des articles approfondissant le sujet. Les termes génériques sans rapport avec le sujet sont à éviter, ainsi que les répétitions de liens vers un même terme.
- Les liens externes sont à placer uniquement dans une section « Liens externes », à la fin de l'article. Ces liens sont à choisir avec parcimonie suivant les règles définies. Si un lien sert de source à l'article, son insertion dans le texte est à faire par les notes de bas de page.
- La présentation des références doit suivre les conventions bibliographiques. Il est recommandé d'utiliser les modèles {{Ouvrage}}, {{Chapitre}}, {{Article}}, {{Lien web}} et/ou {{Bibliographie}}. Le mode d'édition visuel peut mettre en forme automatiquement les références.
- Insérer une infobox (cadre d'informations à droite) n'est pas obligatoire pour parachever la mise en page.

Pour une aide détaillée, merci de consulter Aide:Wikification.
Si vous pensez que ces points ont été résolus, vous pouvez retirer ce bandeau et améliorer la mise en forme d'un autre article.
 (juin 2024).
Antoine Schyrgens, né le 27 septembre 1890 à Liège et mort le 22 décembre 1981 à Ostende, est un peintre figuratif belge du XXe siècle.

## Biographie
Il est le fils de Théophile Schyrgens, magistrat d'origine néerlandaise, et de Marie Lebeau, pianiste. Schyrgens était marié à Simonne Colsoulle avec qui il eut cinq enfants. Son fils Jacques Schyrgens était également peintre.
Antoine Schyrgens était architecte de formation (École Saint-Luc, Liège, 1914) et suivait également des cours de dessin et de peinture dans la même école.
En 1914, il combat comme soldat dans la 14e ligne de forteresse. Il est fait prisonnier de guerre par les Allemands dans la nuit du 5 au 6 août 1914. Il passe une grande partie de la Première Guerre mondiale en captivité en Allemagne à Giessen. Il reste dans ce camp en 1915 avec les codétenus Albert Venelle (1900-1931) et en 1916 par Jules Old.
Après la Première Guerre mondiale, il travaille comme architecte pour l'entreprise de construction Levi, dans le secteur de la construction, d'abord dans le nord de la France, puis en Flandre. II a vécu à Passchendaele pendant deux ans.
En 1928, il s'installe à Raversijde, près d'Ostende. Plus tard, il vivra à Ostende même.
En 1934, il rejoint le corps enseignant de l'Académie des Beaux-Arts d'Ostende, sous la direction d'Alfons Blomme. Il y enseigne l'aquarelle dans les salles de classe qui se trouvaient dans les écuries norvégiennes. Le corps enseignant était également composé de J. Verbruggen, W. Nefors, Marcel Colombie, Gustaaf Sorel, Daniël Devriendt et V. Vanhoutte. Ses élèves comprenaient Claire Dorchain, Oscar Walleyn et Margot Knockaert.
Pendant la Seconde Guerre mondiale, il vivra en France avec sa famille.
Il voyage fréquemment en France, en Italie et au Canada.
Pendant des années, Antoine Schyrgens écrit des chroniques d'art dans l'hebdomadaire local d'Ostende « Le Littoral ».
Il était amis avec des artistes ostendais locaux tels que James Ensor, Alfons Blomme, Gustaaf Sorel, Alice Frey, Émile Bulcke et Jan De Clerck. Il publie ses mémoires sur ses amitiés avec les artistes en 1957 qu'il intitulera (« Le monde inconnu des artistes »).
Il était marié à Simonne Colsoulle. Son fils Jacques Schyrgens était également peintre qui lui partira pour le Canada.

## Œuvre
Il réalise principalement des aquarelles avec des paysages des Ardennes, d'Ostende et de l'arrière-pays, de Louvain, de La Panne et d'autres lieux qu'il visite au cours de ses voyages. Également des portraits de marines et de paysages urbains.
Il réalise également des gravures et conçoit des affiches pour le vélodrome d'Ostende, la piste de Wellington et pour le Zeewijding (Consécration à la mer). 

## Expositions
- 1930 : Ostende, Société Littéraire
- 1932 : Louvain, Fonteyn Hall ; Ostende, exposition collective au Cercle d'Art
- 1933 : Ostende, exposition collective à la Galerie Studio.
- 1934 : Ostende, Cercle d'Art
- 1934 : Ostende, Galerie Studio (participation à l'exposition collective "Le petit Tableau")
- 1936 : Anvers, Cercle Artistique ; Ostende, exposition collective au Groot Kerstsalon ; Ostende, exposition collective au Kursaal.
- 1939 : Ostende, exposition collective à la Salle Artista.
- 1949 : Ostende, Cercle interallié
- 1949 : La Haye, Panorama Mesdag
- 1985 : Ostende, Galerie De Peperbusse (rétrospective)

## Musées
- Ostende : Musée d'Art au Bord de la Mer